# IC 5244
IC 5244 — галактика типу Sb (компактна витягнута галактика) у сузір'ї Тукан.
Цей об'єкт міститься в оригінальній редакції індексного каталогу.